# أورباسانو
أورباسانو (بالإيطالية: Orbassano) هي كومونة (بلدية) في مدينة تورينو الحضرية في منطقة بيدمونت الإيطالية، وتقع على بعد حوالي 13 كيلومتر (8 ميل) جنوب غرب تورينو.
وتحد أورباسانو البلديات التالية: تورينو، ريفولي، ريفالتا دي تورينو، بيناسكو، نيكيلنو، فولفيرا، كانديولو، نوني.

## تاريخ
يرجع أصل البلدة المتعارف عليه إلى الغزو الروماني لغاليا كيسابينا، واثنان من شواهد القبور من العصر الإمبراطوري التي عثر عليها في النصف الثاني من القرن التاسع عشر برهان على ذلك.
فبنهاية الألفية الأولى، كانت أورباسانو من ضمن أراضي مارغريف سوزا، ولكنها قد بيعت إلى دير سان جوستو الجديد في سوزا من قبل مانفيردي في عام 1029. وبعد ذلك بوقت قصير، وبالتحديد في عام 1035، استحوذت أبرشية تورين على بعض أراضي البلدة. وفي القرن الثاني عشر، أصبحت أورباسانو تحت سيطرة جيرانها الشماليين، -أمراء ريفالتا- عائلة أورسيني.

## أشخاص
نشأت سونيا غاندي (إدفيجي أنطونيا ألبينا مينو غاندي) هنا، بالرغم من ولادتها في لوسيانا، بالقرب من فيتشنزا.

## توأمة
لأورباسانو اتفاقية توأمة مع:
- إيلك، بولندا (منذ 2010)

## روابط خارجية
- الموقع الرسمي